# Sukarame (Sukanagara)
Sukarame is een bestuurslaag in het regentschap Cianjur van de provincie West-Java, Indonesië. Sukarame telt 4459 inwoners (volkstelling 2010).